# ۱۲۴۸ (میلادی)
۱۲۴۸ (میلادی) هزار و دویست و چهل و هشتمین سال تقویم میلادی است.
‎